# Helichrysum glanduliferum
Helichrysum glanduliferum là một loài thực vật có hoa trong họ Cúc. Loài này được Sch.Bip. ex Boiss. mô tả khoa học đầu tiên năm 1875.